# Elezioni generali in Cile del 2021
Le elezioni generali in Cile del 2021 si sono tenute il 21 novembre per l'elezione della Presidenza e per il rinnovo del Congresso nazionale (Camera dei deputati e Senato), il Parlamento del paese.
Poiché tuttavia nessuno dei primi due candidati ha ottenuto la maggioranza assoluta delle preferenze, un ulteriore turno di votazioni si è tenuto il 19 dicembre, da cui è uscito vincitore Gabriel Boric, rappresentante della coalizione Apruebo Dignidad.
Le consultazioni hanno fatto seguito alle elezioni della Convenzione costituzionale, indette allo scopo di redigere nuova Costituzione dopo le forti proteste del 2019-2020.

## Sistema elettorale

### Presidenziali
Per le elezioni presidenziali, la legge elettorale cilena, definita in parte anche dalla Costituzione all’Art. 26, prevede un sistema maggioritario a doppio turno: Per essere eletti, infatti, è necessaria la maggioranza assoluta (50%+1), tuttavia, se ciò non avviene, si attua un secondo turno di votazione tra i primi due candidati.

### Congressuali

#### Camera dei Deputati
La Camera dei Deputati, elegge i suoi membri secondo un sistema proporzionale a lista chiusa di partito attuato in 28 collegi plurinominali (ognuno composto da tre a otto seggi).
I seggi sono, in seguito, assegnati tramite il metodo D'Hondt.

#### Senato
Il Senato, che invece rinnova la metà dei propri componenti ogni quattro anni, elegge i suoi membri secondo il medesimo sistema, ma in 16 collegi plurinominali, corrispondenti alle regioni nazionali.

## Candidature

### Candidati alla presidenza

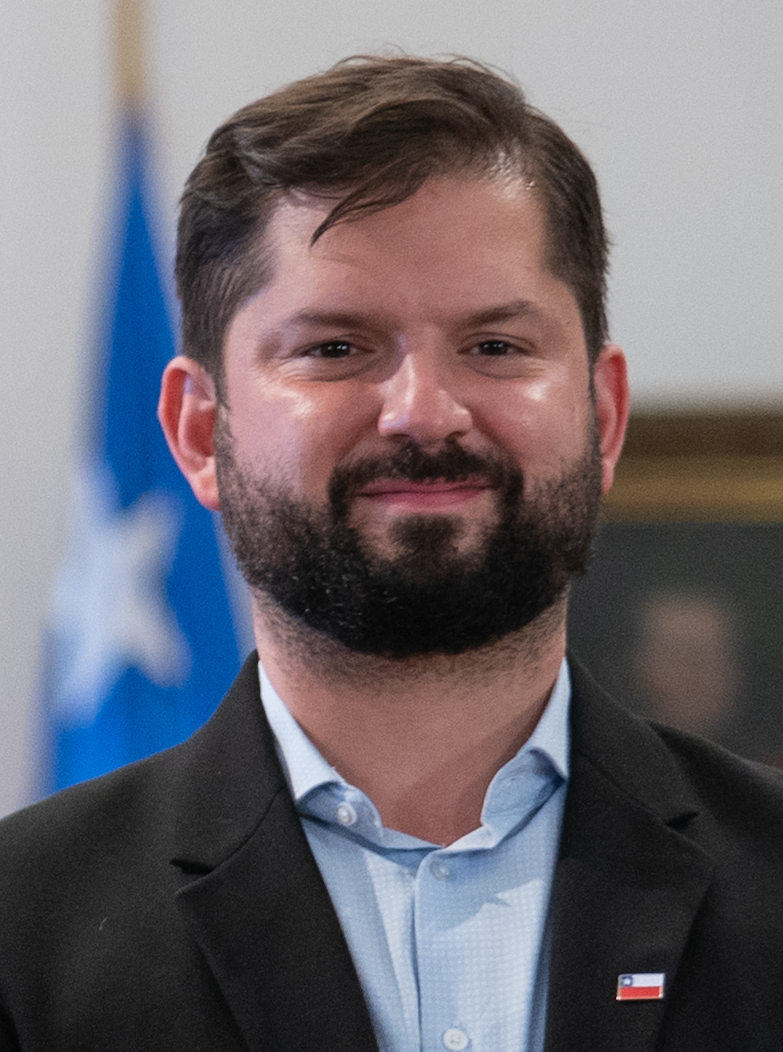
Gabriel Boric
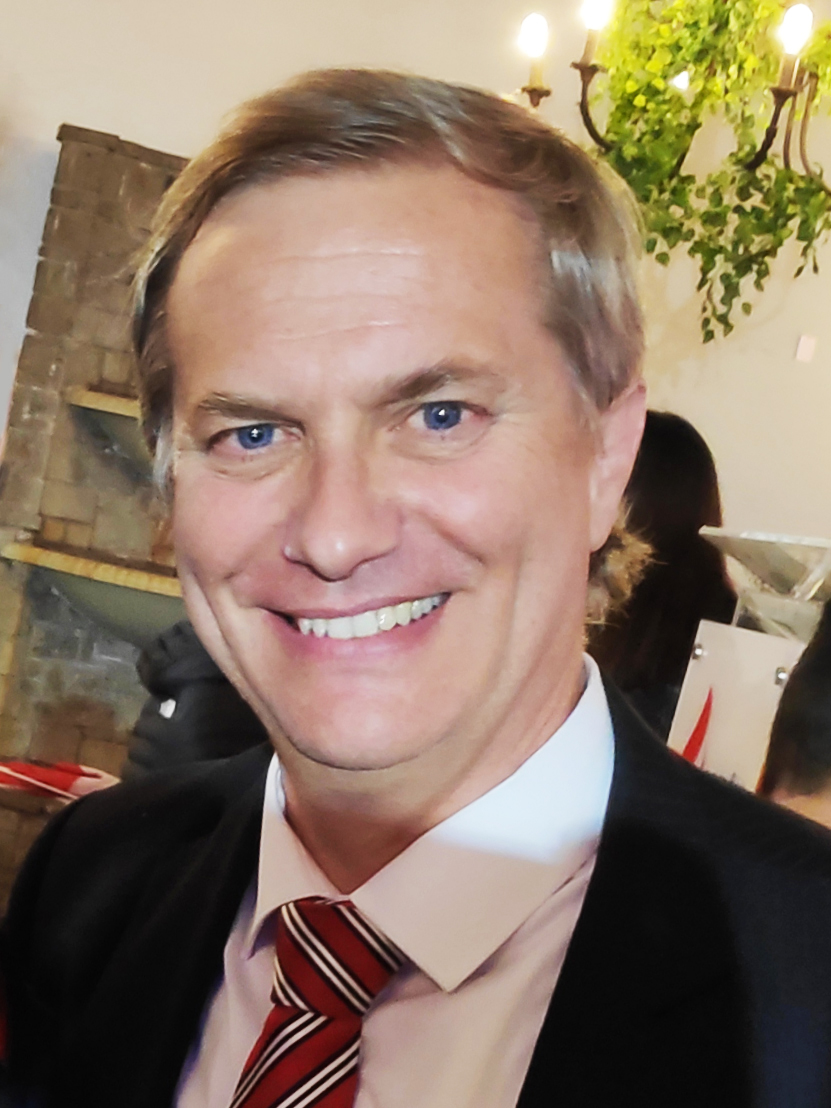
José Antonio Kast
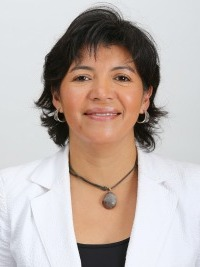
Yasna Provoste
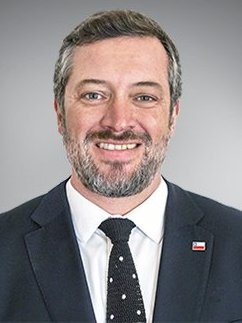
Sebastián Sichel
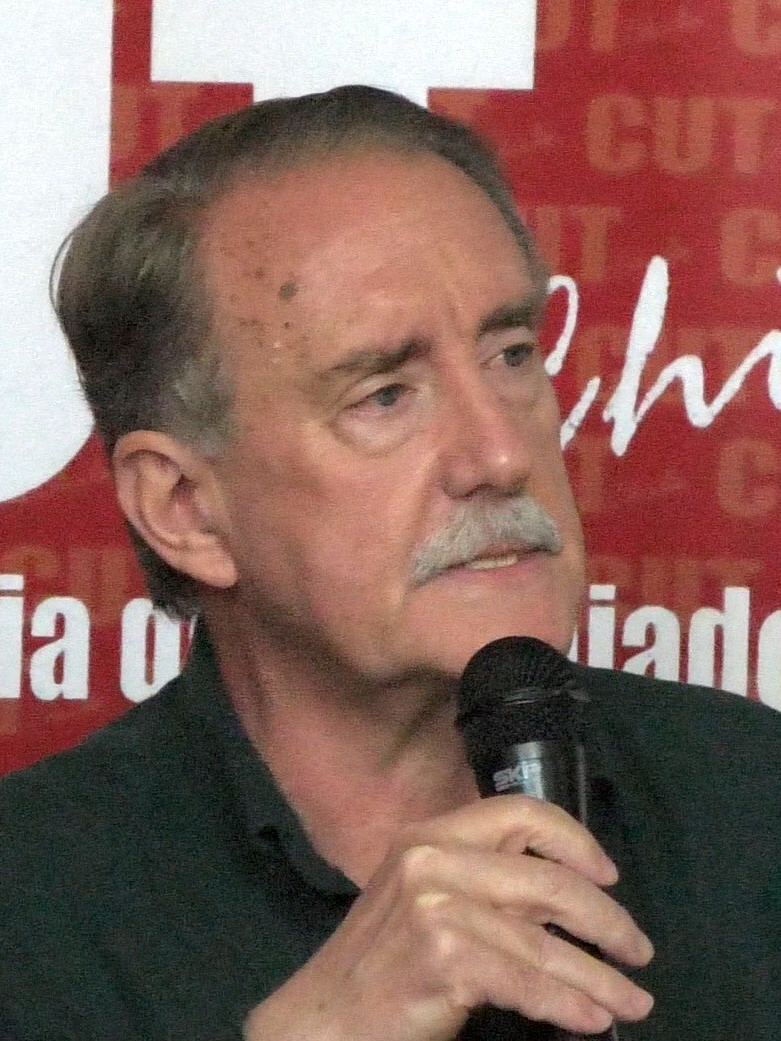
Eduardo Artés
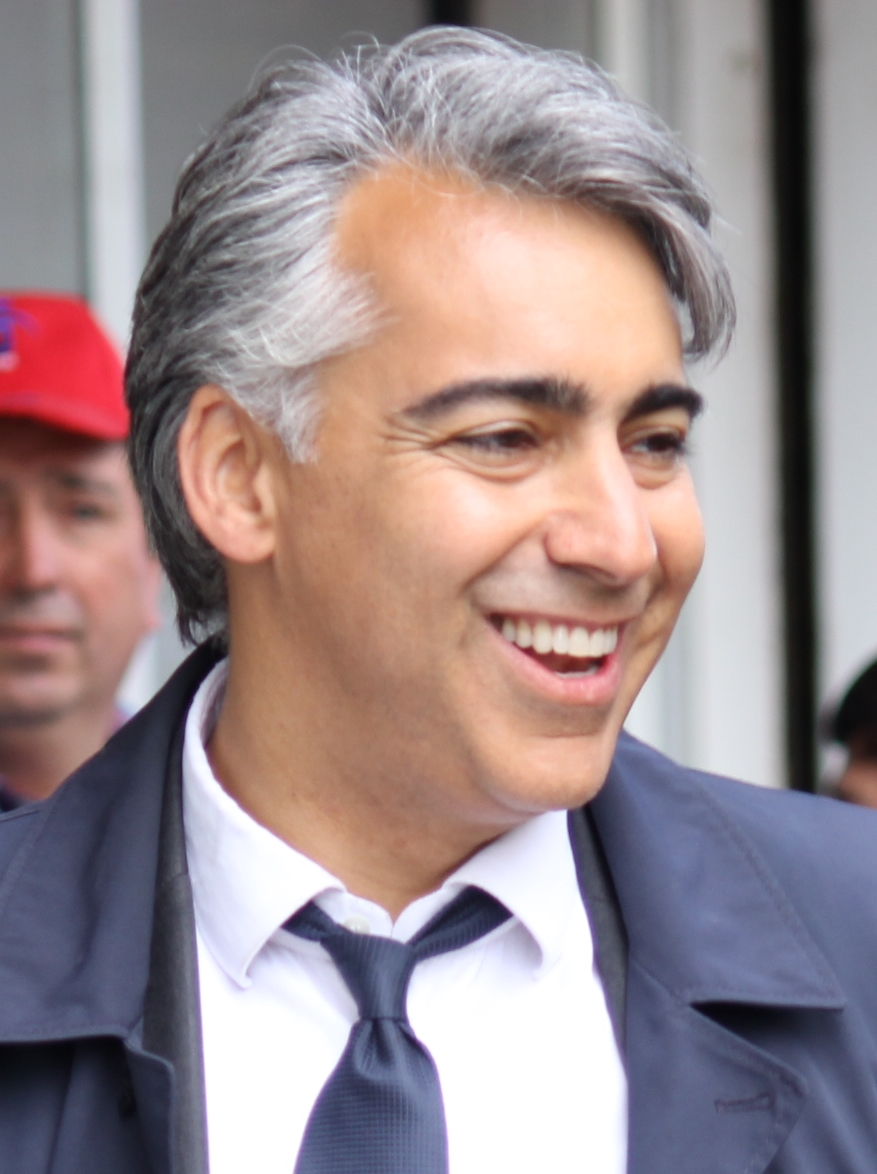
Marco Enríquez-Ominami
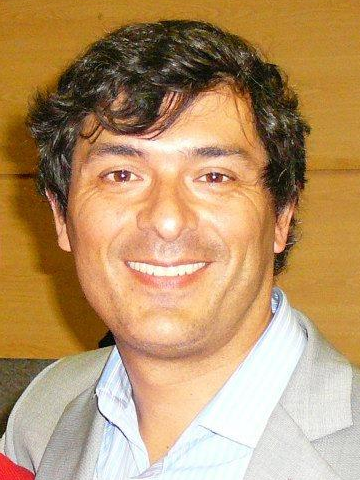
Franco Parisi

### Elezioni primarie
La definizione dei candidati alla carica di presidente, per le coalizioni Chile Podemos Más, Apruebo Dignidad e Nuevo Pacto Social, è avvenuta mediante elezioni primarie.
| Candidato              | Appartenenza politica e partiti a sostegno                       | Voti              | %                 |
| Chile Podemos Más      | Chile Podemos Más                                                | Chile Podemos Más | Chile Podemos Más |
| ---------------------- | ---------------------------------------------------------------- | ----------------- | ----------------- |
| Sebastián Sichel       | Indipendente                                                     | 659.570           | 49,09             |
| Joaquín Lavín          | Unione Democratica Indipendente                                  | 420.691           | 31,30             |
| Ignacio Briones        | Evoluzione Politica                                              | 131.957           | 9,82              |
| Mario Desbordes        | Rinnovamento Nazionale RN - PRI                                  | 131.674           | 9,80              |
| Totale                 | Totale                                                           | 1.343.892         |                   |
| Apruebo Dignidad       |                                                                  |                   |                   |
| Gabriel Boric          | Convergencia Social Frente Amplio: CS - RD - Comunes - Unir - FC | 1.058.027         | 60,43             |
| Daniel Jadue           | Partito Comunista del Cile Chile Digno: PC - FREVS - IC          | 692.862           | 39,57             |
| Totale                 | Totale                                                           | 1.750.889         |                   |
| Nuevo Pacto Social     |                                                                  |                   |                   |
| Yasna Provoste         | Partito Democratico Cristiano del Cile PDC - CIU                 | 91.789            | 60,80             |
| Paula Narváez          | Partito Socialista del Cile PS - PPD - PL - NT                   | 40.161            | 26,60             |
| Carlos Maldonado Curti | Partito Radicale del Cile                                        | 18.941            | 12,50             |
| Totale                 | Totale                                                           | 150.881           |                   |

## Risultati

### Elezioni presidenziali
| Gabriel Boric          | Convergencia Social Apruebo Dignidad: PC - CS - RD - Comunes - FREVS - IC                 | 1 815 024  | 25,82 | 4 621 231  | 55,87 |  |  |  |
| José Antonio Kast      | Partito Repubblicano Frente Social Cristiano: PRL - PCC                                   | 1 961 779  | 27,91 | 3 650 662  | 44,13 |  |  |  |
| Franco Parisi          | Partito della Gente                                                                       | 900 064    | 12,81 |            |       |  |  |  |
| Sebastián Sichel       | Indipendente Chile Podemos Más: RN - UDI - EVO - PRI                                      | 898 635    | 12,79 |            |       |  |  |  |
| Yasna Provoste         | Partito Democratico Cristiano del Cile Nuevo Pacto Social: PS - PDC - PPD - PR - PL - CIU | 815 563    | 11,60 |            |       |  |  |  |
| Marco Enríquez-Ominami | Partito Progressista                                                                      | 534 383    | 7,60  |            |       |  |  |  |
| Eduardo Artés          | Unione Patriottica                                                                        | 102 897    | 1,46  |            |       |  |  |  |
| Totale                 | Totale                                                                                    | 7 028 345  | 100   | 8 271 893  | 100   |  |  |  |
|                        |                                                                                           |            |       |            |       |  |  |  |
| Schede bianche         | Schede bianche                                                                            | 30 493     | 0,43  | 23 972     | 0,29  |  |  |  |
| Schede nulle           | Schede nulle                                                                              | 55 480     | 0,78  | 68 616     | 0,82  |  |  |  |
| Votanti                | Votanti                                                                                   | 7 114 318  | 47,33 | 8 364 481  | 55,65 |  |  |  |
| Elettori               | Elettori                                                                                  | 15 030 974 |       | 15 030 974 |       |  |  |  |

### Elezioni parlamentari

#### Camera dei deputati
| Liste                                         | Voti      | %     | Seggi |
| --------------------------------------------- | --------- | ----- | ----- |
| Rinnovamento Nazionale                        | 693 716   | 10,96 | 25    |
| Unione Democratica Indipendente               | 672 064   | 10,62 | 23    |
| Evoluzione Politica                           | 221 074   | 3,49  | 4     |
| Partito Regionalista Indipendente Democratico | 23 198    | 0,37  | 1     |
| Totale Chile Podemos                          | 1 610 052 | 25,44 | 53    |
| Partito Comunista del Cile                    | 465 709   | 7,36  | 12    |
| Convergencia Social                           | 287 364   | 4,54  | 9     |
| Rivoluzione Democratica                       | 258 138   | 4,08  | 8     |
| Comunes                                       | 208 066   | 3,29  | 6     |
| Federazione Regionalista Verde Sociale        | 107 643   | 1,70  | 2     |
| Totale Apruebo Dignidad                       | 1 326 920 | 20,97 | 37    |
| Partito Socialista del Cile                   | 343 793   | 5,43  | 12    |
| Partito Democratico Cristiano del Cile        | 264 899   | 4,19  | 8     |
| Partito per la Democrazia                     | 243 428   | 3,85  | 7     |
| Partito Radicale del Cile                     | 110 907   | 1,75  | 4     |
| Partito Liberale del Cile                     | 96 052    | 1,52  | 4     |
| Ciudadanos                                    | 27 545    | 0,44  | 1     |
| Totale Nuevo Pacto Social                     | 1 086 624 | 17,17 | 37    |
| Partito Repubblicano                          | 667 051   | 10,54 | 14    |
| Partito Conservatore Cristiano                | 40 544    | 0,64  | 1     |
| Totale Frente Social Cristiano                | 707 595   | 11,18 | 15    |
| Partito della Gente                           | 533 653   | 8,43  | 6     |
| Partito Umanista                              | 195 595   | 3,09  | 3     |
| Partito Uguaglianza                           | 127 356   | 2,01  | –     |
| Totale Dignidad Ahora                         | 322 951   | 5,10  | 3     |
| Partito Ecologista Verde del Cile             | 305 392   | 4,83  | 2     |
| Centro Unito                                  | 176 999   | 2,80  | 1     |
| Partito Nazionale Cittadino                   | 10 276    | 0,16  | –     |
| Totale Independientes Unidos                  | 187 275   | 2,96  | 1     |
| Unione Patriottica                            | 56 421    | 0,89  | –     |
| Partito dei Lavoratori Rivoluzionari          | 50 773    | 0,80  | –     |
| Partito Progressista                          | 45 119    | 0,71  | –     |
| Nuovo Tempo                                   | 4 403     | 0,07  | –     |
| Indipendenti                                  | 91 036    | 1,44  | 1     |
| Totale                                        | 6 328 214 | 100   | 155   |

#### Senato
Le elezioni si sono tenute per l'assegnazione di 27 seggi sui 43 complessivi del Senato e hanno interessato 9 delle 15 circoscrizioni senatoriali (regioni): Antofagasta (III), Coquimbo (IV), Santiago (VII), Libertador General Bernardo O'Higgins (VIII), Bío Bío (X), Los Ríos (XII), Los Lagos (XIII), Magellano e Antartide Cilena (XV), Ñuble (XVI).
| Liste                                         | Voti      | %     | Seggi |
| --------------------------------------------- | --------- | ----- | ----- |
| Rinnovamento Nazionale                        | 550 081   | 11,81 | 5     |
| Evoluzione Politica                           | 368 013   | 7,90  | 2     |
| Unione Democratica Indipendente               | 354 906   | 7,62  | 5     |
| Partito Regionalista Indipendente Democratico | 25 341    | 0,54  | –     |
| Totale Chile Podemos                          | 1 298 341 | 27,87 | 12    |
| Partito Comunista del Cile                    | 336 075   | 7,21  | 2     |
| Federazione Regionalista Verde Sociale        | 188 313   | 4,04  | 2     |
| Comunes                                       | 172 225   | 3,70  | –     |
| Rivoluzione Democratica                       | 156 249   | 3,35  | –     |
| Convergencia Social                           | 59 508    | 1,28  | –     |
| Totale Apruebo Dignidad                       | 912 370   | 19,59 | 4     |
| Partito Socialista del Cile                   | 314 461   | 6,75  | 4     |
| Partito Democratico Cristiano del Cile        | 214 175   | 4,60  | 2     |
| Partito per la Democrazia                     | 112 025   | 2,40  | 2     |
| Partito Radicale del Cile                     | 58 163    | 1,25  | –     |
| Partito Liberale del Cile                     | 27 992    | 0,60  | –     |
| Totale Nuevo Pacto Social                     | 726 816   | 15,60 | 8     |
| Partito Repubblicano                          | 336 532   | 7,22  | 1     |
| Partito Conservatore Cristiano                | 65 253    | 1,40  | –     |
| Totale Frente Social Cristiano                | 401 785   | 8,62  | 1     |
| Partito della Gente                           | 377 615   | 8,11  | –     |
| Partito Uguaglianza                           | 82 344    | 1,77  | –     |
| Partito Umanista                              | 15 861    | 0,34  | –     |
| Totale Dignidad Ahora                         | 98 205    | 2,11  | –     |
| Partito Ecologista Verde del Cile             | 198 684   | 4,26  | –     |
| Centro Unito                                  | 157 862   | 3,39  | –     |
| Partito Nazionale Cittadino                   | 7 145     | 0,15  | –     |
| Totale Independientes Unidos                  | 165 007   | 3,54  | –     |
| Unione Patriottica                            | 40 931    | 0,88  | –     |
| Partito dei Lavoratori Rivoluzionari          | 4 748     | 0,10  | –     |
| Indipendenti                                  | 434 002   | 9,32  | 2     |
| Totale                                        | 4 658 504 | 100   | 27    |

#### Ripartizione del voto ai gruppi per il Congresso nazionale
| Partiti                                       | Camera       | Camera         | Camera    | Senato       | Senato         | Senato    |
| Partiti                                       | Voti diretti | Voti indiretti | Totale    | Voti diretti | Voti indiretti | Totale    |
| --------------------------------------------- | ------------ | -------------- | --------- | ------------ | -------------- | --------- |
| Rinnovamento Nazionale                        | 576.164      | 117.552        | 693.716   | 528.408      | 21.673         | 550.081   |
| Unione Democratica Indipendente               | 505.881      | 166.183        | 672.064   | 345.608      | 9.298          | 354.906   |
| Evoluzione Politica                           | 156.678      | 64.396         | 221.074   | 218.166      | 149.847        | 368.013   |
| Partito Regionalista Indipendente Democratico | 7.677        | 15.521         | 23.198    | 10.959       | 14.382         | 25.341    |
| Totale Chile Podemos                          | –            | –              | 1.610.052 | –            | –              | 1.298.341 |
| Partito Comunista del Cile                    | 418.887      | 46.822         | 465.709   | 320.309      | 15.766         | 336.075   |
| Convergencia Social                           | 202.415      | 84.949         | 287.364   | 15.929       | 43.579         | 59.508    |
| Rivoluzione Democratica                       | 193.171      | 64.967         | 258.138   | 156.249      | –              | 156.249   |
| Comunes                                       | 103.197      | 104.869        | 208.066   | 114.453      | 57.772         | 172.225   |
| Federazione Regionalista Verde Sociale        | 55.809       | 51.834         | 107.643   | 172.485      | 15.828         | 188.313   |
| Totale Apruebo Dignidad                       | –            | –              | 1.326.920 | –            | –              | 912.370   |
| Partito Socialista del Cile                   | 317.514      | 26.279         | 343.793   | 310.615      | 3.846          | 314.461   |
| Partito Democratico Cristiano del Cile        | 240.815      | 24.084         | 264.899   | 214.175      | –              | 214.175   |
| Partito per la Democrazia                     | 168.427      | 75.001         | 243.428   | 87.759       | 24.266         | 112.025   |
| Partito Radicale del Cile                     | 58.343       | 52.564         | 110.907   | 58.163       | –              | 58.163    |
| Partito Liberale del Cile                     | 36.936       | 59.116         | 96.052    | 1.885        | 26.107         | 27.992    |
| Ciudadanos                                    | 11.058       | 16.487         | 27.545    | –            | –              | –         |
| Totale Nuevo Pacto Social                     | –            | –              | 1.086.624 | –            | –              | 726.816   |
| Partito Repubblicano                          | 492.219      | 174.832        | 667.051   | 312.602      | 23.930         | 336.532   |
| Partito Conservatore Cristiano                | 36.927       | 3.617          | 40.544    | 52.584       | 12.669         | 65.253    |
| Totale Frente Social Cristiano                | –            | –              | 707.595   | –            | –              | 401.785   |
| Partito Umanista                              | 136.290      | 59.305         | 195.595   | 14.880       | 981            | 15.861    |
| Partito Uguaglianza                           | 46.870       | 80.486         | 127.356   | 41.330       | 41.014         | 82.344    |
| Totale Dignidad Ahora                         | –            | –              | 322.951   | –            | –              | 98.205    |
| Centro Unito                                  | 90.377       | 86.622         | 176.999   | 130.406      | 27.456         | 157.862   |
| Partito Nazionale Cittadino                   | 7.881        | 2.395          | 10.276    | –            | 7.145          | 7.145     |
| Totale Independientes Unidos                  | –            | –              | 187.275   | –            | –              | 165.007   |